# Christoph Trinks
Christoph Trinks (* 9. Dezember 1988 in Dresden) ist ein deutscher Handballtorwart.

## Karriere
Trinks stand zwischen 2007 und 2010 im Tor des Zweitligisten Eintracht Hildesheim. Zuvor spielte er für die Vereine HSV Dresden und ThSV Eisenach. Des Weiteren gehörte Trinks dem Kader der sächsischen Landesauswahl an und spielte mit dieser bei einem Ländertunier in Göteborg mit und gewann diesen. Ab der Saison 2010/11 hütete er das Tor der U23-Mannschaft des HSV Hamburg, die in der Oberliga spielte. Zusätzlich gehörte Trinks zum erweiterten Kader der Bundesligamannschaft. Im Sommer 2012 verließ er den HSV. Ab der Saison 2012/13 spielte er für den Wilhelmshavener HV. Später spielte er in deren Reserve und legte eine Handballpause ein. 2021 wechselte er zum Landeslisten HG Jever/Schortens.